# 短港水库
短港水库是中国湖北省孝感市应城市境内的一座水库，位于汉北河支流大富水上，建于1964年。水库正常库容为4140万立方米，集雨面积为70平方千米，海拔为55米。